# MET ART
MetArt は、アメリカのアダルトサイト。主に白人女性のソフトなエロティシズム、ソフトコアを中心とする。MetArtという名称は、Most Erotic Teensの略語。
200人以上の写真家が参加し、そのなかにはジャック・ブーブロン、リチャード・ムリアン、トニー・ワード、ブライアン・ピーターソン、グリゴリー・ガリツィンなども含まれる。